# رودخانه چاتاهوچی
رودخانه چاتاهوچی نیمه جنوبی مرز آلاباما و جورجیا و همچنین بخشی از مرزهای فلوریدا - جورجیا را تشکیل می‌دهد. این رودخانه به همراه رودخانه فلینت شاخه‌های رودخانه آپالاچیکولا را تشکیل می‌دهند و نهایتاً در فلوریدا به خلیج آپالاچیکولا واقع در خلیج مکزیک می‌ریزد. رودخانه چاتاهوچی حدود ۶۹۰ کیلومتر طول دارد.